# Lorenzo Samparisi
Lorenzo Samparisi (ur. 21 sierpnia 1993) – włoski kolarz górski i przełajowy, brązowy medalista mistrzostw świata i Europy MTB.

## Kariera
Największy sukces w karierze Lorenzo Samparisi osiągnął w 2011 roku, kiedy wspólnie z Gerhardem Kerschbaumerem, Evą Lechner i Marco Aurelio Fontaną zdobył brązowy medal w sztafecie cross-country podczas mistrzostw świata MTB w Champéry. W tym samym roku i tym samym składzie Włosi zajęli trzecie miejsce na mistrzostwach Europy w Dohňanch. Zdobył ponadto dwa medale przełajowych mistrzostw Włoch w kategorii juniorów: brązowy w 2008 roku i srebrny trzy lata później. Nie startował na igrzyskach olimpijskich.